# Цуце
Цуце (мак. Цуце) – гірська вершина гори Баба, в межах національного парку Пелістер в південно-західній частині Республіки Македонія. Вершина розташована на кордоні з Грецією, на захід від піку Боядджиєва, на схід від села Долно Дупені.Її висота 2120 метрів.